# Heinrich Körting
Pour les articles homonymes, voir Körting.
Heinrich Körting, né le 15 mars 1859 à Leipzig et mort le 19 juillet 1890 , est un philologue saxon, spécialiste de la littérature française du XVIIe siècle.

## Biographie
Privatdozent en 1885, il devient professeur associé en 1889 à l'Université de Leipzig. Il participe, avec Edouard Koschwitz, à l'édition du journal Zeitschrift für neufranzösische Sprache und Literatur.
Il est le frère de Gustav Körting.

## Œuvres
- (de) Heinrich Körting, Geschichte des französischen Romans im XVII Jahrhundert, Genève, Slatkine, 1971 (1re éd. 1891), 816 p.